# Arazmax
Arazmax is een videospel dat werd uitgegeven door Scorpius Software. Het spel werd uitgebracht in 1992 voor de Commodore Amiga. Om een level te halen moet alles worden vernietigd.